# Denys Dedeczko
Denys Mychajłowycz Dedeczko, ukr. Денис Михайлович Дедечко (ur. 2 lipca 1987 roku w Kijowie, ZSRR) – ukraiński piłkarz, grający na pozycji pomocnika, a wcześniej obrońcy, reprezentant Ukrainy.

## Kariera piłkarska

### Kariera klubowa
Jest wychowankiem szkoły piłkarskiej w Kijowie. W 2004 rozpoczął karierę piłkarską w Dynamie Kijów. Występował przeważnie w drugiej drużynie. Latem 2007 został wypożyczony do klubu Naftowyk-Ukrnafta Ochtyrka. Na początku 2009 ponownie wypożyczony, tym razem do rosyjskiego klubu Łucz-Eniergija Władywostok, w którym został królem strzelców w sezonie 2009. Na początku 2010 powrócił do Dynama, a potem podpisał kontrakt z rosyjskim Amkarem Perm. W lipcu 2010 zmienił klub na FK Krasnodar. Na początku 2011 powrócił do Łucz-Eniergii Władywostok. W lipcu 2012 podpisał kontrakt z Krywbasem Krzywy Róg, a w następnym roku przeniósł się do Worskły Połtawa. 17 czerwca 2015 wyjechał do Kazachstanu, gdzie podpisał 2,5-letni kontrakt z FK Astana. W styczniu 2016 upuścił kazachski klub. 26 lutego 2016 został piłkarzem FK Ołeksandrija, w którym grał do 16 czerwca 2016. 1 lipca zasilił skład rosyjskiego klubu SKA-Eniergija Chabarowsk. 30 grudnia 2017 przeszedł do FK Mariupol. W końcu maja 2018 opuścił mariupolski klub, a już na początku czerwca 2018 wrócił do SKA-Eniergii Chabarowsk. 28 grudnia 2018 opuścił chabarowski klub. 23 stycznia 2019 podpisał kontrakt z FK Ołeksandrija. 8 lipca 2019 przeszedł do Araratu Erywań.

### Kariera reprezentacyjna
6 października 2006 zadebiutował w młodzieżowej reprezentacji Ukrainy w meczu z Białorusią. Wcześniej bronił barw juniorskich reprezentacji Ukrainy różnych kategorii wiekowych.
14 sierpnia 2013 zadebiutował w narodowej reprezentacji Ukrainy w meczu z Izraelem.

## Sukcesy i odznaczenia

### Sukcesy klubowe
Dynamo Kijów
- wicemistrz Ukrainy: 2005
- zdobywca Pucharu Ukrainy: 2005
- zdobywca Superpucharu Ukrainy: 2007

FK Astana
- mistrz Kazachstanu: 2015
- zdobywca Superpucharu Kazachstanu: 2015

### Sukcesy indywidualne
- król strzelców klubu Łucz-Eniergija Władywostok: 2009